# フォールトトレラント量子計算
フォールトトレラント量子計算（フォールトトレラントりょうしけいさん、fault-tolerant quantum computation）とは、量子計算を行う個々の素子（光、原子、スピン、量子ドットなど）に発生する雑音（デコヒーレンス）があっても、正確な量子計算の結果を得るための方法である。

## 雑音とデコヒーレンス
量子系では環境系との相互作用によってすぐに量子系としての性質（重ね合わせ状態やエンタングルメント）が失われてしまう。例えば、原子の内部状態は周りに存在する電磁場と相互作用することによってエネルギーや情報を失ってしまう（デコヒーレンス）。したがって実在する物理系を用いて量子ゲート（量子演算素子）を作ると、このようなデコヒーレンスの効果によって正常には作動せず、エラーが生じてしまう。このような量子ゲートにおけるエラーを訂正する方法が以下で述べる量子誤り訂正符号を用いた量子誤り訂正である。また、我々の日常生活において量子的性質（重ね合わせ状態やエンタングルメント、量子ジャンプ）があまり見られないのは、デコヒーレンスによると考えられている。

## 量子誤り訂正符号
例えば、古典情報処理では 0 を000、1を111と冗長化することによって古典情報に発生するエラーを訂正することができる。しかし、量子力学には複製不可能定理があるため、古典情報処理で行われている冗長化の技術をそのまま応用することはできない。さらに、量子情報は異なる量子状態の連続的な重ね合わせ状態をとるため、エラーを識別されるのが困難だと思われていた。しかし、1995年P. W. Shorは複数の量子ビットから構成される空間のうちの小さな部分空間に情報を符号化することによって、このような問題を克服できることを示した。これが世界で最初の量子誤り訂正符号である。その後、様々な人々によっていろいろな種類の量子誤り訂正符号が開発されている。

## フォールトトレラント量子計算
上記の量子誤り訂正符号を用いることによってエラー（雑音）を訂正して情報を保護することができるが、量子誤り訂正を行っている操作のなかでエラーを増幅してしまうともはや訂正できなくなってしまう。従って、すべての量子操作においてエラーが発生することを前提として、それでも依然として量子誤り訂正が成功するように量子回路をうまく設計する必要がある。このような手法をフォールトトレラント量子計算と呼ぶ。これまで、D. P. DiVincenzo と P. W. Shorによるシュレーディンガーの猫状態を用いた方法 、A. M. Steaneによるシンドローム抽出法、E. Knillによる量子テレポーテーションを用いた方法など様々な方法が提案されている．

## しきい値定理（threshold theorem）
上記のフォールトトレラント理論の最たる成果はしきい値定理（threshold theorem）に集約される。しきい値定理とは、「量子ゲートで発生するエラーの確率がある値（誤りしきい値= noise threshold）よりも小さければ効率よく（多項式時間で）任意の精度で量子計算を実行できる」ということである。このしきい値定理の証明には、有限サイズの量子誤り訂正符号を階層化した連接量子符号（concatenated quantum code）による連接量子計算（concatenated quantum computation）が用いられる。近年、連接量子計算とは異なった方法である、トポロジカル符号を用いたトポロジカルフォールトトレラント量子計算も提案されている。